# Trichoniscus euboensis
Trichoniscus euboensis är en kräftdjursart som beskrevs av Albert Vandel 1964A. Trichoniscus euboensis ingår i släktet Trichoniscus och familjen Trichoniscidae. Inga underarter finns listade i Catalogue of Life.